# Mellan attentaten
Mellan attentaten är Aravind Adigas uppföljare till romanen Den vita tigern. Handlingen utspelar sig i den indiska staden Kittur tiden mellan morden på Indira Gandhi (1984) och hennes son Rajiv Gandhi (1991). I fjorton sammanlänkande berättelser skildrar Adiga ett mikrokosmos av landet, då han ger röst åt människor i olika klass och kast, samt med olika social och religiös bakgrund.